# Montherlant, Oise

Montherlant este o comună în departamentul Oise, Franța. În 1 ianuarie 2018 avea o populație de 158 de locuitori.